# Vecchio Logan
Vecchio Logan (in originale Old Man Logan) è una storia a fumetti pubblicata da Marvel Comics tra l'agosto 2008 e il novembre 2009, scritta da Mark Millar e disegnata da Steve McNiven, la stessa coppia d'autori di Civil War.
Il protagonista è il mutante Wolverine, che si muove in un futuro in cui i supercriminali Marvel hanno sconfitto i supereroi, conquistando l'America.
In Italia la storia è stata pubblicata sulla collana Wolverine nei numeri dal 231 al 237 (aprile - ottobre 2009), mentre l'ultimo capitolo, poiché la pubblicazione italiana era ormai a ridosso di quella originale statunitense, è stato pubblicato nel febbraio 2010.

## Trama
Cinquant'anni fa tutti i supercattivi della Terra si sono alleati e hanno sconfitto tutti gli eroi, spartendosi gli Stati Uniti d'America tra di loro. Oggi, l'uomo un tempo noto come Wolverine fa il contadino in quella che era la California, ora Hulkland, assieme alla moglie Maureen e ai figli Scotty e Jade. La famiglia Logan vive di stenti, a causa dei forti debiti che hanno con i Banner, prepotenti discendenti di Hulk, proprietari del terreno in cui sorge la loro fattoria. Logan è molto cambiato, colui che un tempo era considerato il più pericoloso uomo sulla terra è divenuto un convinto pacifista, che non accenna a nessuna reazione neanche quando Otis e Charlie Banner (figli di Hulk, dall'aspetto simile a She-Hulk) lo pestano con violenza. I Banner danno a Logan un mese di tempo per procurarsi il denaro, altrimenti sarebbero tornati ad ammazzare tutti. Quella sera, l'ex vendicatore un tempo noto come Occhio di Falco va da lui con una proposta: accompagnarlo in un viaggio da una costa all'altra per fare una consegna, in cambio di una bella cifra. Logan accetta ed inizia il viaggio a bordo della Spidermobile, assieme all'ormai cieco Clint Barton. 
Arrivati a San Francisco, i due vengono attaccati da una banda di violenti motociclisti noti come Ghost Rider (come l'omonimo demone); ancora una volta Logan non accenna ad alcuna minima reazione, lasciando stupito Clint Barton che, nonostante il glaucoma, riesce a scoccare frecce con letale precisione. Successivamente in Nevada, nella ex Las Vegas, ora Hammer Falls (dove caddero gli eroi), Clint e Logan vengono a sapere che Ashley, figlia di Clint e di Tonya (figlia di Peter Parker), è stata catturata dal nuovo Kingpin. I due corrono in suo soccorso, ma scoprono che lo scopo della ragazza non era sconfiggere Kingpin ma prenderne il posto.
Tratti in salvo dall'involontario aiuto dei talpoidi cannibali, Logan racconta a Clint il motivo del suo cambiamento emotivo: cinquanta anni prima, quando i criminali attaccarono la X-Mansion, Logan oppose una strenua resistenza uccidendo il maggior numero di nemici che s'avventarono nella base, ma quando si scontrò con Bullseye s'accorse che trafitto dai suoi artigli non era il letale cecchino, bensì la giovane Jubilee; infatti Mysterio, signore delle illusioni, riuscì ad ingannare il suo olfatto facendogli credere di essere circondato da nemici, mentre in realtà si accaniva su suoi compagni e amici X-Men che erano riluttanti a colpirlo. Da allora Logan "uccise" Wolverine, decidendo di non colpire mai più nessun essere umano e di non estrarre più i suoi artigli.
Una volta alla Testa di Destino, in Illinois, vengono attaccati da un dinosauro (originario della Terra Selvaggia) fuso al simbionte Venom; in soccorso dei due, su richiesta di Emma Frost, arriva Freccia Nera, che con la sua terrificante voce uccide il mostro. Emma, ora sposa del Dottor Destino, usa i suoi poteri telepatici per apparire ancora giovane e bella, dichiara di conoscere il contenuto della valigetta di Barton.
Arrivati a New Baylon, la capitale, e incontrato il suo contatto, Tobias, Clint rivela a Logan tale contenuto: si tratta di novantanove campioni di siero del supersoldato, da donare alla resistenza per formare una nuova generazione di Vendicatori in grado di rovesciare l'attuale governo. Clint desidera un posto nel nuovo supergruppo e un campione di siero, ma Tobias si rivela una spia del Teschio Rosso, il nuovo presidente degli USA, colui che organizzò cinquanta anni prima l'alleanza fra criminali, che spara a Clint e a Logan.
I loro cadaveri vengono portati al cospetto del Teschio, che contempla i suoi successi ammirando i suoi cimeli nella stanza dei trofei (lo scudo di Capitan America, l'armatura di Iron Man, il mantello del Dottor Strange, la spada d'ebano del Cavaliere Nero e molti altri ancora) indossando il costume di Capitan America alla maniera degli antichi che indossavano le pelle dei nemici uccisi. Una volta davanti al Teschio, Logan (che non è morto, a causa del suo fattore di guarigione) ingaggia con lui una lotta all'ultimo sangue e lo decapita utilizzando lo scudo di Capitan America.
Prendendo la valigetta di denaro di Tobias, Logan poi fugge utilizzando l'armatura di Iron Man. Una volta a casa, Logan viene informato dal suo vicino, Abe Donovan, che la Hulk Gang è tornata indietro per sterminare la sua famiglia, nonostante avessero ancora due settimane di tempo. «Hanno detto che si annoiavano», gli dice Donovan, pregando poi Logan di non tentare vendette avventate; ma davanti ai cadaveri della moglie e dei figli, il mutante canadese risponde: «Il mio nome non è Logan, cocco... è Wolverine!» estraendo dopo cinquant'anni i suoi artigli.
Wolverine uccide ogni membro della famiglia degli Hulk, scontrandosi alla fine con Bruce Banner. Quest'ultimo spiega che ha ottenuto i suoi figli accoppiandosi con la cugina She-Hulk (col passare del tempo le radiazioni hanno fatto impazzire Hulk); dopo un breve scontro ingerisce Logan, ma dopo alcune ore la vittima lo squarta dall'interno. Ritornato a casa, dopo il funerale della sua famiglia afferma che inizierà una crociata contro i super-criminali, allevando il piccolo Bruce Banner Junior (l'unico ad aver risparmiato) nella speranza di farlo diventare un valido componente per la sua causa.

## Sequel Old Man Logan
Nel 2016 uscì la serie sequel di Vecchio Logan, concludendosi nel 2018. La storia riprende poco dopo la partenza di Logan, che si propone di eliminare i supercriminali superstiti, dopo aver ucciso Banner. Un gruppo di fuggiaschi rivela a Wolverine di aver costruito una macchina del tempo, permettendogli di tornare indietro per cambiare il futuro e il destino di tutti. Wolverine viaggia così nel passato con l'obiettivo di uccidere i supercriminali prima che scatenino la guerra.